# 髙橋結人
髙橋 結人（たかはし ゆいと、1997年5月23日 - ）は、日本の元男子バレーボール選手である。

## 来歴
滋賀県大津市出身。姉に誘われて10歳の頃からバレーボールを始める。2009年には大津市の「比叡平スポーツ少年団」の一員として、小学生の全国大会で優勝を果たした。
大津市立皇子山中学校男子バレーボール部では3年時（2012年）に主将を務め、全日本中学校バレーボール選手権大会で同部を初の全国制覇に導いた。滋賀県内外のバレーボール強豪高校から進学の誘いを受けたが、福井工業大学附属福井高等学校の監督の西田靖宏（元日本代表）の人柄と指導力に魅力を感じたことから、皇子山中で共にレギュラーだった吉田綜真、三木裕人と共に同校へ進学した。筑波大学を経て、2019年、サントリーサンバーズの内定選手となる。背番号は22。2020年入団。2021-22シーズンより背番号が2となった。
2021年10月24日、2021-22 V.LEAGUE DIVISION1 MENのJTサンダーズ広島戦第2セットでリベロとしてコートに立ちV.LEAGUEデビューを果たした。
2024年、2023-24 V.LEAGUE DIVISION1 MENをもって現役を引退した。

## 人物
- 出身地は生まれ育った地として滋賀県としているが、出生地はサントリーサンバーズ本拠地（大阪府箕面市）の隣である兵庫県川西市であり、小さな頃からサンバーズに憧れていたと話している[9]。

## 所属チーム
- 福井工業大学附属福井高等学校（2013-2016年）
- 筑波大学（2016-2020年）
- サントリーサンバーズ（2020-2024年）